# بطولة العالم للعدو الريفي 1976
الدورة 4 من بطولة العالم للعدو الريفي التي ينظمها الاتحاد الدولي لألعاب القوى، والتي أقيمت في مدينة شيبستو بالمملكة المتحدة سنة 1976.

## النتايج

### سباقات العدو الطويل رجال

#### فردي
| الميدالية | العداء                      | التوقيت     |
| ذهب       | كارلوس لويز البرتغال        | 34:48 دقيقة |
| فضة       | توني سيمونس المملكة المتحدة | 35:04 دقيقة |
| برونز     | بيرني فورد المملكة المتحدة  | 35:07 دقيقة |

#### فرق
| الميدالية | العداء          | النقاط   |
| ذهب       | المملكة المتحدة | 90 نقطة  |
| فضة       | بلجيكا          | 118 نقطة |
| نحاس      | فرنسا           | 187 نقطة |

### سباقات العدو للشباب فتيان

#### فردي
| الميدالية | العداء                      | التوقيت     |
| ذهب       | اريك هولست الولايات المتحدة | 23:45 دقيقة |
| فضة       | توم هونت الولايات المتحدة   | 24:07 دقيقة |
| برونز     | نات موير إسكتلندا           | 24:17 دقيقة |

#### فرق
| الميدالية | العداء           | النقاط  |
| ذهب       | الولايات المتحدة | 16 نقطة |
| فضة       | إسبانيا          | 60 نقطة |
| نحاس      | المملكة المتحدة  | 91 نقطة |

### سباقات العدو الطويل نساء

#### فردي
| الميدالية | العداء                            | التوقيت     |
| ذهب       | كارمين فاليرو إسبانيا             | 16:20 دقيقة |
| فضة       | تاتيانا كازانينا الاتحاد السوفيتي | 16:39 دقيقة |
| برونز     | غابريلا دوريو إيطاليا             | 16:56 دقيقة |

#### فرق
| الميدالية | العداء           | النقاط  |
| ذهب       | الاتحاد السوفيتي | 33 نقطة |
| فضة       | إيطاليا          | 59 نقطة |
| نحاس      | الولايات المتحدة | 64 نقطة |